# IBM 5100
L'IBM 5100 Portable Computer va ser un ordinador de sobretaula introduït al setembre de 1975, sis anys abans de l'IBM PC.
L'IBM 5100 estava basat en un mòdul de processador de 16 bits anomenat PALM, que era l'acrònim de "Put All LOgic in Microcode "(Posa Tota la Lògica en microcodi). El manual d'informació de manteniment l'IBM 5100 també es referia al mòdul PALM com el "controlador".
El PALM podia adreçar directament 64 KB de memòria. Algunes configuracions de l'IBM 5100 tenien una memòria ROM anomenada ROS executable (Executable Read Only Storage) i que juntament amb la memòria RAM sumaven més de 64 KB, així que va ser usat un simple esquema de bank switching. L'interpretador APL i/o el BASIC van ser emmagatzemats en un espai d'adreces de Llenguatge ROS que el PALM tractava com un dispositiu perifèric.

## SCAMP (prototip)
El 1973, Bill Lowe va ser fonamental en el foment d'un prototip d'enginyeria anomenat SCAMP (Computer Computer APL Machine Portable) creat pel Dr. Paul Friedl i un equip del Centre Científic IBM Los Gatos. SCAMP ha estat doblat a PC Magazine com "el primer ordinador personal del món". El prototip d'enginyeria d'IBM Los Gatos i un model de disseny del dissenyador industrial IBM, Tom Hardy, van ser utilitzats internament per Lowe en els seus primers esforços per demostrar la viabilitat de crear un sol ordinador d'usuari.

## Ordinador portable

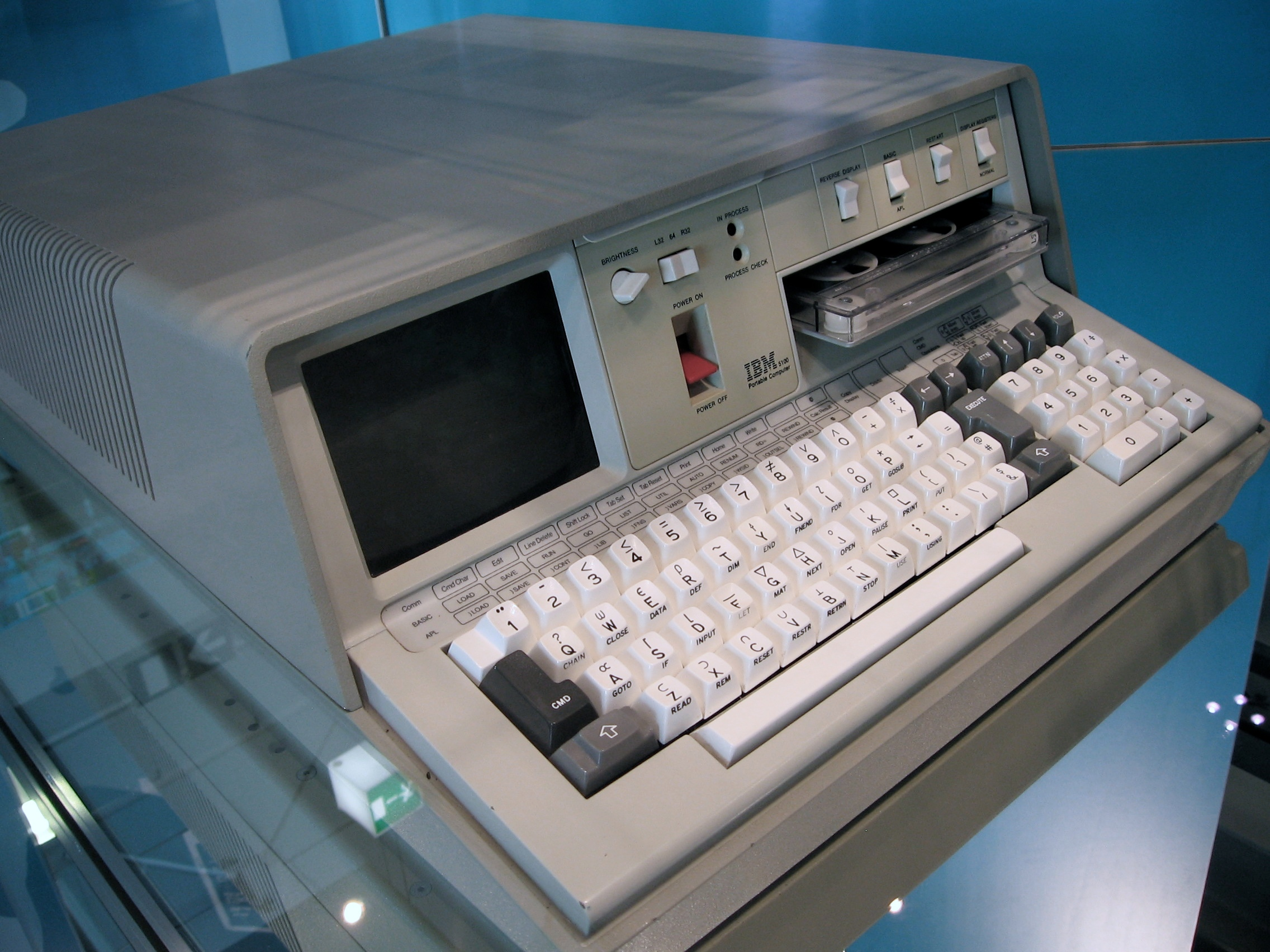
L'IBM 5100 Portable Computer

Una sola unitat integrada contenia el teclat, la pantalla CRT de cinc polzades, la unitat de cinta, el  processador, diversos centenars de kilobytes de memòria ROM que contenia el programari de sistema, i fins a 64 KB de RAM. Tenia la mida d'una petita maleta, pesava prop de 55 lliures (25 kg), i podia ser transportat en una carcassa opcional de transport, per això el nom de "portable".
Mentre que avui dia l'IBM 5100 sembla gran, el 1975 era una realització tècnica sorprenent empaquetar un ordinador completa amb una quantitat gran de memòria RAM i ROM, la pantalla CRT, i una unitat de cinta en una màquina tan petita. Van passar dos anys més abans que el Commodore PET, amb característiques similars, fos llançat. Anteriors computadores d'escriptori d'aproximadament la mateixa mida, com el HP-9830, no van incloure un CRT ni tanta memòria. Un ordinador equivalent d'IBM de finals de la dècada del 1960 hauria estat gairebé tan gran com dos escriptoris i hagués pesat més de mitja tona.

### Monitor extern
Un monitor vídeo extern (o un receptor de televisió modificat) es podia connectar amb l'IBM 5100 via un connector BNC en el panell del darrere. Mentre que el 5100 tenia un interruptor en el panell davanter per seleccionar per a la pantalla interna entre blanc sobre negre o negre sobre blanc, aquest interruptor no afectava el monitor extern, que només oferia caràcters brillants en un fons negre. La freqüència va ser fixada en 60 Hz, que van poder haver estat inconvenients per als usuaris en països usant sistemes de televisió de 50 hertz, per exemple, en molts països europeus i sud-americans.

### Adaptador de comunicacions
També al setembre de 1975, IBM va anunciar l'IBM 5100 Communications Adapter (adaptador de comunicacions IBM 5100). Això va permetre al 5100 transmetre i rebre dades a un sistema remot. Va fer que el 5100 semblés igual a un IBM 2741 Communications Terminal (Terminal de Comunicacions IBM 2741) i en teoria podia comunicar-se amb màquines compatibles amb l'IBM 2741 en manera start-stop (inici-parada) usant la notació EBCD (E Xtend B inary C ode D ecimal). El EBCD era similar, però no idèntic, al codi més comú EBCDIC d'IBM.
També al setembre de 1975, IBM va anunciar l'IBM 5100 Communications Adapter (adaptador de comunicacions IBM 5100). Això va permetre al 5100 transmetre i rebre dades a un sistema remot. Va fer que el 5100 semblés igual a un IBM 2741 Communications Terminal (Terminal de Comunicacions IBM 2741) i en teoria podia comunicar-se amb màquines compatibles amb l'IBM 2741 en manera start-stop (inici-parada) usant la notació EBCD (E Xtend B inary C ode D ecimal). El EBCD era similar, però no idèntic, al codi més comú EBCDIC d'IBM.

### Acoblador de dispositiu d'investigació
En el volum 16, número 1, pàgina 41 (1977) de l'IBM Systems Journal, l'article "L'IBM 5100 i l'acoblador de dispositiu d'investigació - Un sistema d'automatització de laboratori personal", es llegeix: "Un sistema d'automatització de laboratori petit ha estat desenvolupat usant l'IBM 5100 Portable en conjunció amb l'acoblador del dispositiu d'investigació. Aquest sistema compacte proporciona un ordinador dedicat amb llenguatge d'alt nivell i una interfície d'adquisició de dades i control per a experiments en els quals la velocitat de dades no excedeixi 9600 bauds. Dos experiments exemplifiquen l'ús del sistema. L'acoblador de dispositiu d'investigació descrit en aquest paper és un prototip de l'acoblador de dispositiu IBM 7406 ".

## Llenguatges de programació
El 5100 estava disponible amb el llenguatge de programació APL, amb BASIC, o amb tots dós llenguatges. Les màquines que suportaven ambdós llenguatges proporcionar un interruptor de palanca en el panell frontal per seleccionar el llenguatge. Quan els enginyers en IBM van demanar un beta tester per a la seva anàlisi, vi Donald Polonis, que ha comentat que si la gent hagués d'aprendre APL per usar-lo, l'IBM 5100 no tindria molt èxit com ordinador personal. Ell va intentar inculcar el fet que un computador personal havia de ser fàcil d'usar per ser acceptat.

## Problem Solver Libraries
IBM va oferir amb l'IBM 5100 tres Problem Solver Libraries (Biblioteques de Solucionador de Problemes), contingudes en cartutxos de cinta magnètica, que proporcionaven més de 1000 rutines interactives aplicables a problemes matemàtics, a tècniques estadístiques i anàlisis financeres.

## Emulador en microcodi
El 5100 va ser basat en un concepte innovador d'IBM que, usant un emulador escrit en microcodi, un petit i relativament barat ordinador podia córrer programes ja escrits per a ordinadors existents molt més grans i molt més costosos, sense el temps i el cost d'escriptura i depuració necessari per fer nous programes des de zero. Conseqüentment, el microcodi del 5100 va ser escrit per emular la majoria de la funcionalitat d'un Sistem/370 i un System/3. Dos d'aquests programes provinents de computadors grans hi van ser inclosos. Una versió lleugerament modificada de l'APL.SV, l'interpret d'APL original dels mainframes System/370 d'IBM, i l'intèrpret BASIC usat en seus miniordinadors System/3. IBM va usar més endavant el mateix acostament per a la introducció el 1983 del model XT/370 de l'IBM PC, que va ser un XT estàndard amb l'addició d'una targeta de l'emuladora del System/370.

## Retirada del mercat
El 5100 va ser retirat del mercat al març de 1982. El gener de 1978 IBM va anunciar el seu successor, l'IBM 5110.

## IBM 5150
Quan l'IBM PC va ser introduït el 1981, va ser designat originalment com l'IBM 5150, posant-lo en la sèrie del "5100", encara que la seva arquitectura no va ser descendent directe de l'IBM 5100.